# 密葉同蒴蘚
密葉同蒴蘚（学名：Homalothecium perimbricatum）为青蘚科同蒴蘚屬下的一个种。